# 海南地皮消
海南地皮消（学名：Pararuellia hainanensis）为爵床科地皮消属的植物，是中国的特有植物。分布于中国大陆的海南等地，生长于海拔800米的地区，目前还没有进行人工种植。
其种加词“hainanensis”意为“海南的”。

## 别名
海南莲楠草（海南植物志）